# Hugh Edwards
Hugh Robert Arthur Edwards (ur. 17 listopada 1906 w Woodstock, zm. 21 grudnia 1972 w Southampton) – brytyjski wioślarz, dwukrotny medalista olimpijski.
Kształcił się w kolegium Christ Church Uniwersytetu Oksfordzkiego. Dwukrotnie brał udział w The Boat Race, w latach 1926 i 1930 ponosił porażki.
Wystąpił na igrzyskach olimpijskich w Los Angeles w 1932. W dwójce bez sternika, wspólnie z Lewisem Clive’em zdobył złoty medal. W wyścigu finałowym o 2,4 sekundy wyprzedzili osadę Nowej Zelandii i o 8,2 sekundy reprezentację Polski. Na tej samej imprezie Brytyjczycy w składzie: Hugh Edwards, John Badcock, Jack Beresford i Rowland George zwyciężyli w czwórkach bez sternika. W finale o 4,8 sekundy wyprzedzili Niemców i o 5,8 sekundy Włochów.
Zdobył również złote medale w ósemkach i czwórkach bez sternika na igrzyskach Imperium Brytyjskiego w Hamilton w 1930.
W 1931 roku wstąpił do Royal Air Force. W trakcie II wojny światowej służył w RAF Coastal Command, osiągając stopień kapitana. Armię opuścił w 1946 roku. Po zakończeniu wojny pracował między innymi jako trener